# Mount Hoskins
Mount Hoskins ist ein 2030 m hoher Berg in der antarktischen Ross Dependency. Er ragt 6,5 km südlich des Mount Lindley an der Westflanke des Starshot-Gletschers auf.
Entdeckt wurde er von der Südgruppe der Discovery-Expedition (1901–1904). Benannt ist er nach Anthony Hoskins (1828–1901), Erster Seelord der britischen Admiralität und Mitglied des Komitees für das Expeditionsschiff.